# Worcester County, Massachusetts
Worcester County är ett område i centrala delen av delstaten Massachusetts i USA. Worcester är ett av fjorton counties i delstaten. Den administrativa huvudorten (county seat) är Worcester. År 2010 hade Worcester County 798 552 invånare.
1998 överfördes den sekundärkommunala verksamheten i countyt till delstatsmyndigheterna.

## Geografi
Enligt United States Census Bureau har Worcester County en total area på 4 090 km². 3 919 km² av den arean är land och 171 km² är vatten.

### Angränsande countyn
- Cheshire County, New Hampshire - nord
- Hillsborough County, New Hampshire - nord/nordöst
- Middlesex County, Massachusetts - öst/nordöst
- Norfolk County, Massachusetts - öst/sydöst
- Providence County, Rhode Island - syd/sydöst
- Windham County, Connecticut - syd
- Tolland County, Connecticut - syd/sydväst
- Hampden County, Massachusetts - väst/sydväst
- Hampshire County, Massachusetts - väst
- Franklin County, Massachusetts - väst/nordväst

### Städer och samhällen
Worcester County ingår i den bredaste definitionen av Greater Boston (Boston-Worcester-Providence Combined Statistical Area).

#### Städer
Countyt har fem stadskommuner med status av cities:
- Fitchburg
- Gardner
- Leominster
- Southbridge
- Worcester, traditionell huvudort

#### Övriga kommuner
I New England dit Massachusetts ingår är town den vanligaste kommuntypen och i och med att Worcester County hör till de countyn som har avskaffat countystyrelserna och överfört deras verksamhet till delstatsnivån, är primärkommunen en viktig administrativ enhet. I countyt ingår följande towns:

- Ashburnham
- Athol
- Auburn
- Barre
- Berlin
- Blackstone
- Bolton
- Boylston
- Brookfield
- Charlton
- Clinton
- Douglas
- Dudley
- East Brookfield
- Grafton
- Hardwick
- Harvard
- Holden
- Hopedale
- Hubbardston
- Lancaster
- Leicester
- Lunenburg
- Mendon
- Milford
- Millbury
- Millville
- New Braintree
- North Brookfield
- Northborough
- Northbridge
- Oakham
- Oxford
- Paxton
- Petersham
- Phillipston
- Princeton
- Royalston
- Rutland
- Shrewsbury
- Southborough
- Spencer
- Sterling
- Sturbridge
- Sutton
- Templeton
- Upton
- Uxbridge
- Warren
- Webster
- West Boylston
- West Brookfield
- Westborough
- Westminster
- Winchendon